# 통로 개방제
통로 개방제(通路開放劑, 영어: channel opener)는 이온 통로를 통한 이온의 흐름을 촉진하는 약물의 일종이다. 이온 통로 개방제(영어: ion channel opener), 통로 활성인자(通路活性因子, 영어: channel activator)로도 알려져 있다.
이온 통로 개방제는 다음과 같은 것들을 포함한다.
- 나트륨 통로 개방제(Sodium channel openers)
- 칼륨 통로 개방제(Potassium channel openers)
- 칼슘 통로 개방제(Potassium channel openers)
- 염소 통로 개방제(Chloride channel openers)

## 같이 보기
- 통로 차단제

| Disambiguation icon | 이 문서는 명칭이 같고 같은 종류에 속하는 여러 대상을 연결하는 색인 문서입니다. |